# En fi
En fi (títol original en castellà, En fin) és una sèrie de televisió espanyola de comèdia postapocalíptica creada per David Sainz i Enrique Lojo per a Prime Video. Està produïda per Versus Entertainment i Diffferent Entertainment, i protagonitzada per José Manuel Poga, Malena Alterio i Irene Pérez. Es va estrenar a Prime Video el 13 de setembre de 2024, amb el doblatge i subtítols en català.

## Trama
El dia en què hauria d'arribar l'apocalipsi, en Tomás (José Manuel Poga) s'aixeca ressacós enmig d'una orgia en una botiga de mobles. Mesos abans, davant la notícia de la fi del món, va abandonar a la seva dona Julia (Malena Alterio) i la seva filla Noa (Irene Pérez) sense mirar enrere. Però quan el planeta errant que anava a xocar contra la Terra passa de llarg i el món continua girant, en Tomás comprèn la magnitud del seu error. Ara, tractarà de recuperar la seva vida passada i obtenir el perdó de la seva família, i intentarà reconstruir després de la no-apocalipsi un món que ja mai tornarà a ser igual.

## Repartiment
- José Manuel Poga com a Tomás
- Malena Alterio com a Julia
- Irene Pérez com a Noa
- Raúl Cimas com a Romero
- Luisa Gavasa com a María
- Dani Mantero com a Molina
- Cristian de la Tierra com a Curro
- Pepa Rus com a Manoli
- Javier Botet com a Miguel
- Víctor Rebull com a Chino
- Numa Paredes com a Carolina

Amb la col·laboració especial de:
- Leonor Watling com a Amaia
- Chenoa

## Producció
El 25 d'abril de 2023, durant un esdeveniment organitzat per Amazon Prime Video per a presentar els seus pròxims projectes espanyols, la plataforma d'estríming va anunciar per primera vegada la sèrie En fi, la qual van crear David Sainz i Enrique Lojo i estaria escrita per tots dos i dirigida pel mateix Sainz. L'agost de 2024, Prime Video va anunciar que el rodatge de la sèrie havia començat a Sevilla i La Antilla, i que seria protagonitzada per José Manuel Poga, Malena Alterio, Raúl Cimas i Irene Pérez. El setembre de 2023, un dels actors secundaris de la sèrie, Dani Mantero, va dir en una entrevista que el rodatge de la sèrie estava previst per a concloure a finals d'octubre de 2023.

## Estrena i màrqueting
El juliol de 2024, Prime Video va anunciar que En fi s'estrenaria en la seva plataforma al setembre, en un dia per determinar. El 26 d'agost de 2024, va llançar un tast de la sèrie i va concretar la seva estrena per al 13 de setembre de 2024. El 5 de setembre de 2023, va estrenar el tràiler oficial de la sèrie.